# Бургосский замок
Бу́ргосский за́мок (исп. Castillo de Burgos) — средневековая крепость в городе Бургос.
Крепость была построена на холме Сан-Мигель, возвышающемся на 75 м над городом, в 884 году графом Диего Родригесом во время Реконкисты на месте старых укреплений. Изначально замок строился как защитное сооружение, позднее утратил своё военное значение. Альфонсо VIII Кастильский достроил сооружение, добавив элементы мудехарского стиля. После замок использовался как тюрьма. При Энрике IV в середине XV века началась перестройка замка во дворец, были расширены жилые помещения, построена часовня.
В 1739 году замок получил серьёзные повреждения при пожаре. 13 июня 1813 года он был взят английскими войсками под командованием Артура Уэлсли Веллингтона. 
Во время гражданской войны в 1930-е годы Бургосский замок также находился в эпицентре военных действий и был разрушен, но после Второй мировой войны частично восстановлен. В настоящее время замок имеет статус музея и открыт для посещения. Кроме самого замка интерес представляет и сеть подземных туннелей.